# Escola Real de Ciências, Artes e Ofícios

Entrada da Escola Nacional de Belas Artes, local da antiga Escola Real de Ciências, Artes e Ofícios, com a estátua de João Caetano em frente. Fotografia de Marc Ferrez de 1891.

Escola Real de Ciências, Artes e Ofícios (1816-1820), Academia Real de Desenho, Pintura, Escultura e Arquitetura Civil (1820-1826), Academia Imperial das Belas Artes (1826-1889) e por fim Escola de Belas Artes, hoje unidade da Universidade Federal do Rio de Janeiro, Rio de Janeiro, Brasil.
A Escola Real de Ciências, Artes e Ofícios foi fundada por um decreto de D. João VI, por instigação da Missão Artística Francesa, em 12 de agosto de 1816. Joachim Lebreton foi seu primeiro diretor.
Em 1820, tornou-se a Academia Real de Desenho, Pintura, Escultura e Arquitetura Civil. Não teve instalações físicas permanentes até 1826, quando se tornou a Academia Imperial de Belas Artes, devido a conflitos pedagógicos entre os franceses (que apoiavam o estilo neoclássico) e os portugueses (que ainda apoiavam o barroco e o rococó) e à falta de apoio financeiro. O novo prédio foi instalado na Travessa das Belas Artes em 5 de novembro de 1826 e foi projetado por Grandjean de Montigny, membro da Missão Artística Francesa e professor de arquitetura da escola.
A Escola desempenhou um papel fundamental na formação acadêmica no Brasil, principalmente por meio da produção de importantes pinturas históricas e retratos oficiais, e no desenvolvimento da arquitetura no Brasil em uma época, o século XIX, em que o Brasil buscava desenvolver sua identidade cultural.